# Markivți, Kozeatîn
Markivți (în ucraineană Марківці) este un sat în comuna Komsomolske din raionul Kozeatîn, regiunea Vinnița, Ucraina.

## Demografie
Componența lingvistică a localității Markivți
     Ucraineană (99,4%)
     Alte limbi (0,6%)
Conform recensământului din 2001, majoritatea populației localității Markivți era vorbitoare de ucraineană (99,4%), existând în minoritate și vorbitori de alte limbi.